# Smędowa
Smędowa – kolonia w Polsce położona w województwie zachodniopomorskim, w powiecie choszczeńskim, w gminie Bierzwnik. W latach 1975–1998 miejscowość administracyjnie należała do województwa gorzowskiego. W roku 2007 kolonia liczyła 6 mieszkańców. Miejscowość wchodzi w skład sołectwa Bierzwnik.